# 経営者革命
経営者革命（けいえいしゃかくめい）とはジェームズ・バーナムによって提唱された経営理論。資本主義社会では企業というのは出資者（株主）が支配者であるが、将来的には企業というのは経営者が支配者となって統治されるようになる時代が来るとジェームズ・バーナムは主張した。このようになるまでの過程では、企業は拡大するにつれて株主が分散したり、株主による影響力が薄らいでいくことになる。そして組織の巨大化、技術の高度化、労使対立の激化などで経営の専門化が進展して、同時に専門の経営者が必要となる。このことから経営者が企業の支配階級になるということが実現するという理論であった。